# Иванов, Михаил Ильич
Михаил Ильич Иванов — советский хозяйственный и государственный деятель, Герой Социалистического Труда.

## Биография
Родился в 1922 году в деревне Братково. Член КПСС.
Участник Великой Отечественной войны, командир отделения, комсорг 131-го отдельного дорожно-строительного батальона 4-го Украинского фронта
В 1946—1948 — ученик фрезеровщика завода номер 349 имени ОГПУ.
В 1948—1982 — фрезеровщик Государственного оптико-механического завода/Ленинградского оптико-механического объединения имени В. И. Ленина Министерства оборонной промышленности СССР.
Указом Президиума Верховного Совета СССР от 28 июля 1966 года присвоено звание Героя Социалистического Труда с вручением ордена Ленина и золотой медали «Серп и Молот».
Делегат XXIV съезда КПСС.
Умер после 1985 года в Санкт-Петербурге.

## Награды и звания
- Герой Социалистического Труда (28.07.1966)
- Орден Ленина (28.07.1966)
- Орден Отечественной войны I степени (11.03.1985)
- Орден Красной Звезды (16.03.1945)